# Thomisus stoliczkai
Thomisus stoliczkai är en spindelart som först beskrevs av Tamerlan Thorell 1887. Thomisus stoliczkai ingår i släktet Thomisus och familjen krabbspindlar.
Artens utbredningsområde är Myanmar. Inga underarter finns listade i Catalogue of Life.